# Nemešany
Nemešany – słowacka wieś i gmina (obec) w powiecie Lewocza w kraju preszowskim. W 2011 roku zamieszkiwało ją 395 osób.

## Historia
Pierwsze wzmianki o wsi pochodzą z 1570 roku.

## Geografia
Centrum wsi leży na wysokości 462 m n.p.m. Gmina zajmuje powierzchnię 4,008 km².